# Simion Bărnuțiu

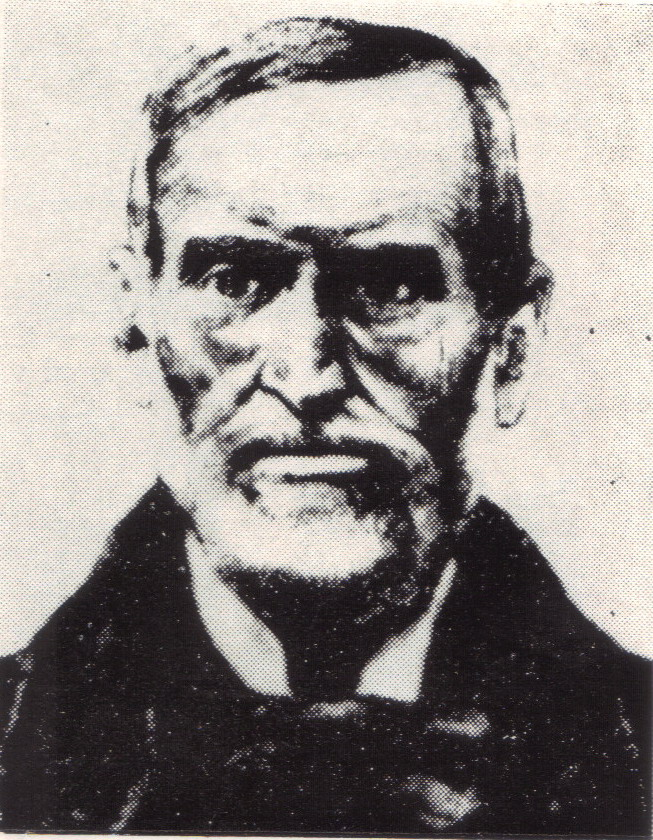
Simion Bărnuțiu

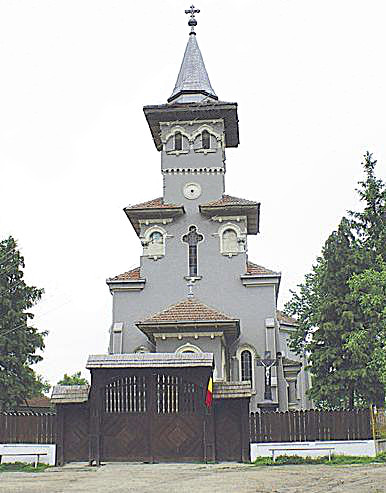
Mausoleul lui Bărnuțiu se află în Biserica greco-catolică din Bocșa

Simion Bărnuțiu (n. 21 iulie 1808, Bocșa, Sălaj, România – d. 28 mai 1864, Sânmihaiu Almașului, Sălaj, România) a fost preot greco-catolic, om politic, istoric, filozof, și profesor universitar, unul dintre principalii organizatori ai Revoluției de la 1848 în Transilvania. Bărnuțiu a fost un personaj politic important pe scena politică a Transilvaniei în perioada revoluției pașoptiste, reușind să își exprime public față de studenții săi conceptele poltice. A susținut în lucrările sale că fiecare popor trebuie să aibă dreptul la autodeterminare prin respectarea suveranității naționale. Expresia concentrată a gândirii sale politice o constituie discursul ținut la Blaj la 2/14 mai 1848.

## Biografie
Născut într-o familie săracă, și-a început studiile la școala comunală de la 6 ani. După terminarea școlii, a urmat studiile la gimnaziul piariștilor din Carei, iar, apoi, Academia Teologică din Blaj unde, după absolvire a fost hirotonit preot celib greco-catolic. De la 23 de ani, din anul 1831, predă istoria universală la Gimnaziul superior blăjean (Obergymnasium din Blaj). Nu și-a mai putut continua studiile istorice la Blaj, drept consecință a procesului împotriva episcopului Ioan Lemeni, pe care l-a inițiat. Din această cauză s-a mutat la Sibiu, unde a urmat Academia Săsească de Drept timp de 3 ani. În 1848 a răspândit prin Sibiu cunoscutul său manifest în care milita pentru egalitatea națională. Tot atunci se implică în revoluția română, fiind unul dintre principalii lideri ai mișcării de emancipare națională. Pe 14 mai 1848 a ținut un important discurs în Catedrala din Blaj, moment intrat în istorie ca Discursul de la Blaj.
Revoluția odată înfrântă, Simion Bărnuțiu s-a refugiat la Viena, unde a urmat cursurile universității din capitala austriacă până în 1853, când a trebuit să renunțe la studii, ca urmare a intervențiilor autorităților habsburgice, îngrijorate de de ideile programului său politic național și impactul acestuia asupra românilor din imperiu. Se mută în Italia, la Pavia, unde se înscrie la cursurile Facultății Juridice. Acolo își ia doctoratul în drept, iar, apoi, revine la Viena, de unde August Treboniu Laurian îi face propunerea de a veni la Iași să predea la universitate, invitație pe care o acceptă, fiind la Iași din decembrie 1854. Simion Bărnuțiu a rămas la Iași timp de un deceniu. În Iași a fost unul dintre principalii militanți antisemiți.
În calitatea sa de profesor la Academia Mihăileană (1855-1860) și, apoi, la Universitatea din Iași (1860-1864), Bărnuțiu a format oameni cu o gândire nouă, oameni care, ulterior, au cerut reforme democratice, votul universal, exproprierea moșiilor boierești și a celor mănăstirești.

## Moartea și locul de veci
A murit în 28 mai 1864, la locul numit Gorgana, aparținător satului Sânmihaiu Almașului; în acel moment, Bărnuțiu, grav bolnav, era în drum spre casă, Bocșa, de la Iași, împreună cu nepotul său Ioan Maniu, tatăl lui Iuliu Maniu. A fost înmormântat în curtea bisericii de lemn din Bocșa pe 3 iunie 1864, de un sobor de 30 de preoți, în frunte cu vicarul Silvaniei Demetriu Coroianu. În 1948 rămășițele lui Bărnuțiu au fost mutate în interiorul mausoleului din Biserica greco-catolică din Bocșa.

## Activitatea politică

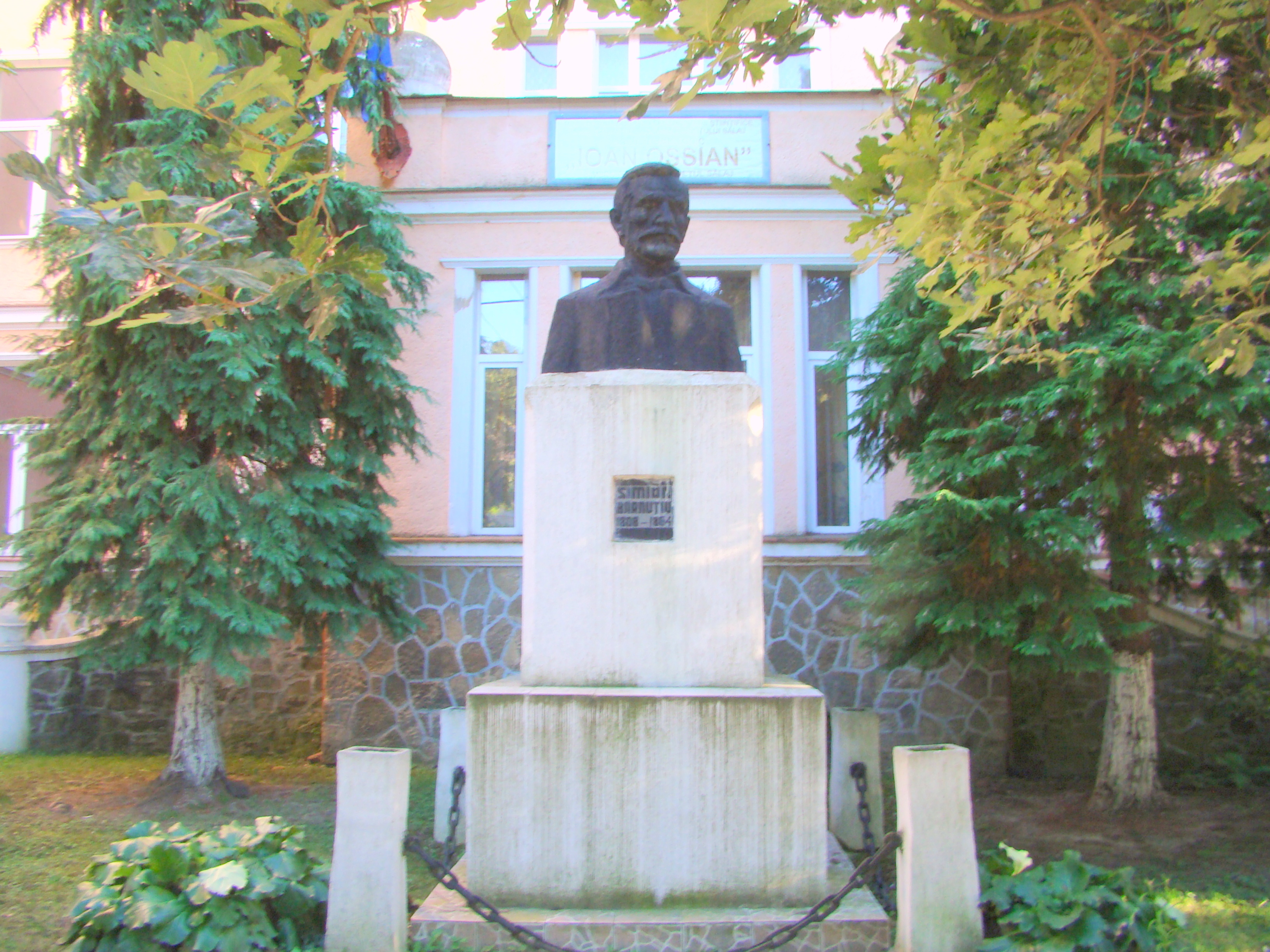
Bustul lui Simion Bărnuțiu din Șimleu Silvaniei, sculptor Gavril Covalschi.

A fost unul dintre organizatorii și conducătorii Revoluției Române de la 1848 din Transilvania. A participat la Adunarea de la Blaj din 30 aprilie 1848 și la Adunarea de la Blaj din 15 mai 1848.
Concepe și distribuie celebrul său manifest Proclamația din 24-25 martie 1848, în care enunță principiile sale, formulate anterior, începând din anul 1842, despre națiunea română și soarta românilor din Transilvania.

## Opera
- Dreptul public al românilor (Iași, 1867)
- Dreptul natural privat (Iași, 1868)
- Dreptul natural public (1870)
- Dreptul ginților natural și poziția politică (doctrina constituțiunii)
- Constituțiunile statelor principale cu introducțiuni
- Antropologia
- Psihologia empirică
- Enciclopedia filozofiei teoretice
- Logica
- Metafizica
- Estetica
- Știința virtuții
- Pedagogia
- Românii și ungurii. Discurs rostit în Catedrala Blajului, 2/14 mai 1848, cu introducere și comentar de G. Bogdan-Duică, Cluj, 1924
- Discursul de la Blaj și scrieri de la 1848 , prefață de Ion Rațiu, ediție îngrijită de Ioan Chindriș, Cluj-Napoca, 1990
- Istoria filosofiei, ediție princeps după manuscris inedit coordonată de Ioan Chindriș, I-II, Editura România Press, București, 2000-2002 (colaboratori: Ioan Chindriș, Mihai-Teodor Racovițan, Gavril Matei și Ionuț Isac)
- Filosofia după W. T. Krug, ediție princeps după manuscris inedit, studiu introductiv de Ionuț Isac, text îngrijit, cronologie și notă asupra ediției de Ioan Chindriș, Editura Napoca Star, Cluj-Napoca, 2004

## Vezi și
- Premiile Academiei Române

## Imagini

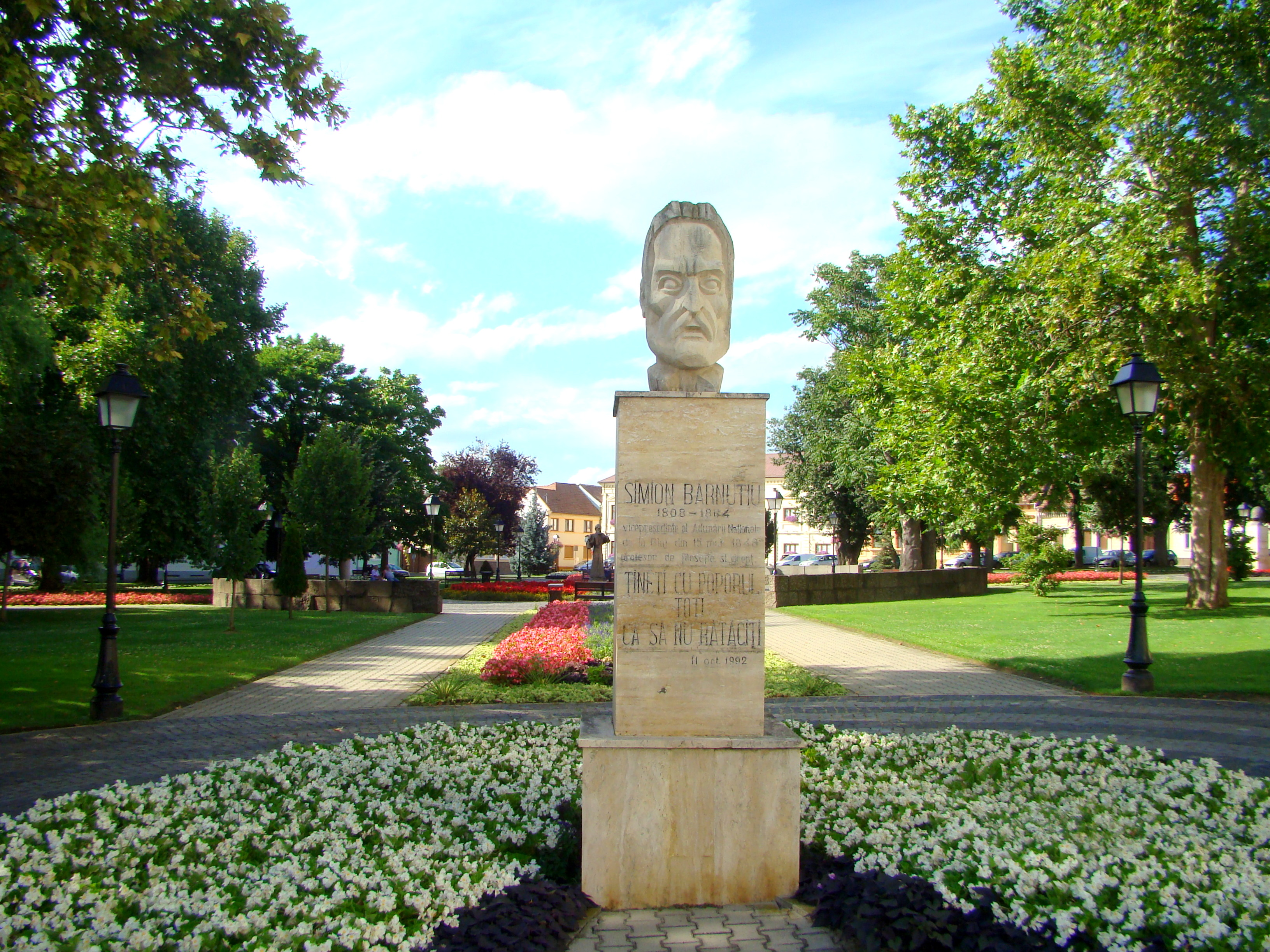
Bustul lui Simion Bărnuțiu din Blaj
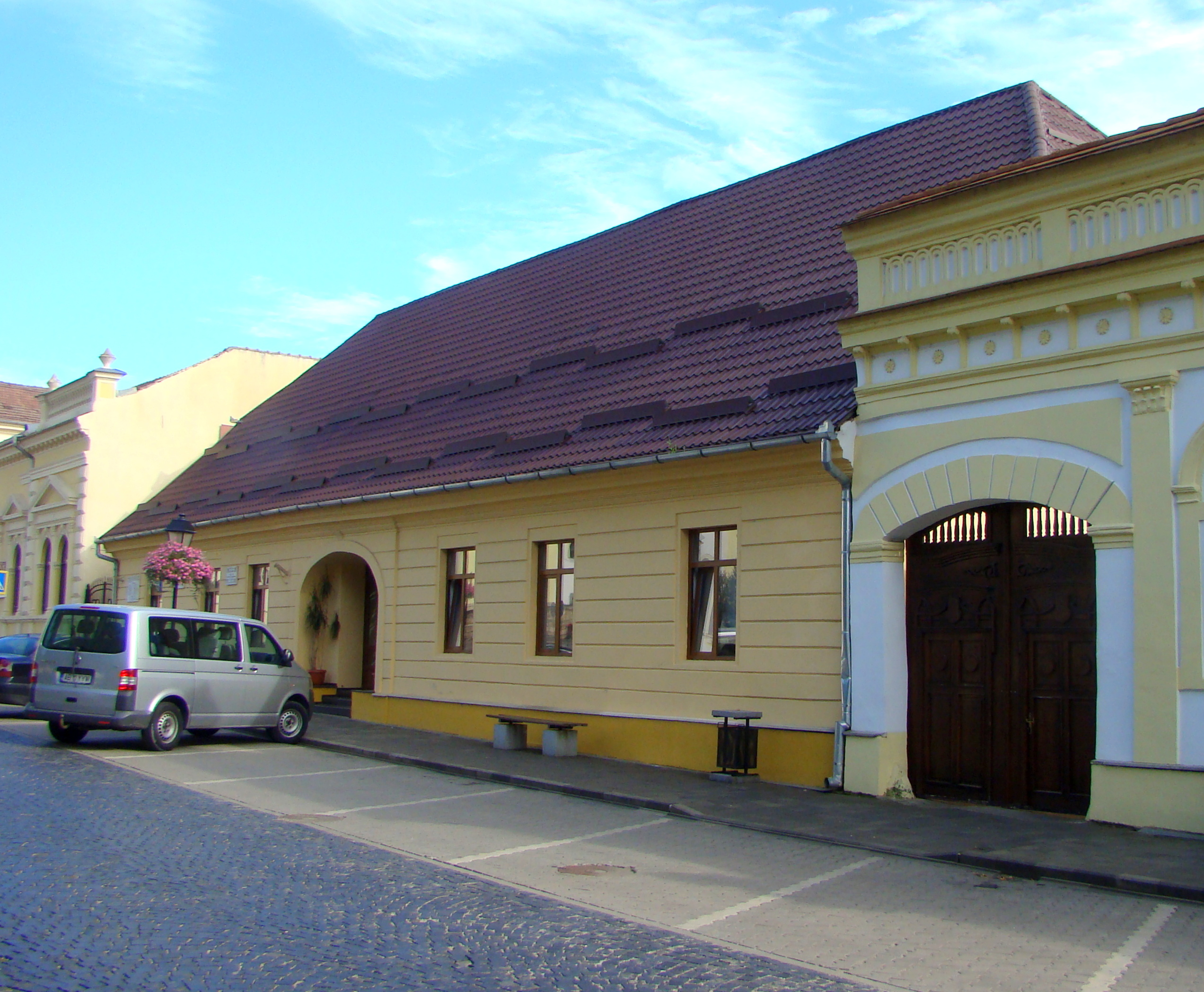
Casa din Blaj în care a locuit Simion Bărnuțiu
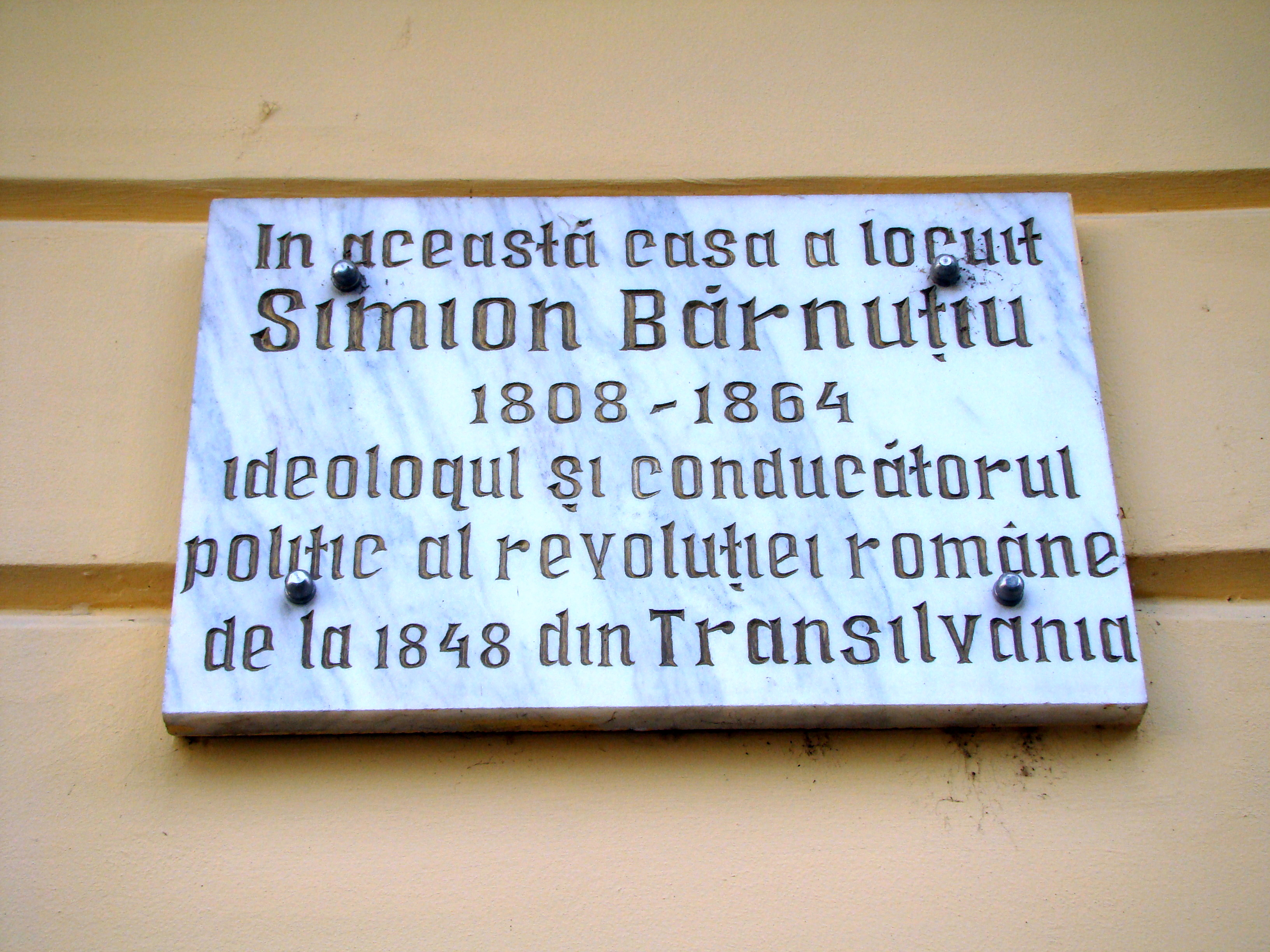